# Zaleszczotki Indonezji
Zaleszczotki Indonezji – ogół taksonów pajęczaków z rzędu zaleszczotków (Pseudoscorpiones), których występowanie stwierdzono na terytorium Indonezji.
Do 2021 roku z terenu Indonezji wykazano 83 gatunki zaleszczotków należące do 14 rodzin.

## Podrząd:Epiocheirata

### Nadrodzina:Chthonioidea

#### Rodzina:Chthoniidae
Z Indonezji podano następujące gatunki:
- Lagynochthonius hamatus Harvey, 1988
- Lagynochthonius johni (Redikorzev, 1922)
- Lagynochthonius kapi Harvey, 1988
- Lagynochthonius novaeguineae (Beier, 1965)
- Lagynochthonius roeweri Chamberlin, 1962
- Lagynochthonius thorntoni Harvey, 1988
- Tyrannochthonius bagus Harvey, 1988
- Tyrannochthonius krakatau Harvey, 1988
- Tyrannochthonius terribilis (With, 1906)
- Tyrannochthonius wlassicsi (Daday, 1897)

#### Rodzina:Tridentochthoniidae
Z Indonezji podano następujące gatunki:
- Ditha elegans Chamberlin, 1929
- Ditha loricata Beier, 1965
- Ditha sumatraensis (Chamberlin, 1923)
- Dithella javana (Tullgren, 1912)

## Podrząd:Iocheirata

### Nadrodzina:Cheiridioidea

#### Rodzina:Pseudocheiridiidae
Z Indonezji podano następujące gatunki:
- Pseudochiridium clavigerum (Thorell, 1889)
- Pseudochiridium triquetrum Beier, 1965

### Nadrodzina:Cheliferoidea

#### Rodzina:Atemnidae
Z Indonezji podano następujące gatunki:

- Anatemnus javanus (Thorell, 1883)
- Anatemnus megasoma (Daday, 1897)
- Anatemnus novaguineensis (With, 1908)
- Anatemnus orites (Thorell, 1889)
- Catatemnus birmanicus (Thorell, 1889)
- Catatemnus monitor (With, 1906)
- Catatemnus nicobarensis (With, 1906)
- Catatemnus thorelli (Balzan, 1891)
- Metatemnus philippinus Beier, 1932
- Oratemnus articulosus (Simon, 1899)
- Oratemnus navigator (With, 1906)
- Oratemnus proximus Beier, 1932
- Oratemnus timorensis Beier, 1932
- Paratemnoides assimilis (Beier, 1932)
- Paratemnoides borneoensis (Beier, 1932)
- Paratemnoides plebejus (With, 1906)
- Paratemnoides salomonis (Beier, 1935)
- Paratemnoides sumatranus (Beier, 1935)
- Stenatemnus fuchsi (Tullgren, 1907)

#### Rodzina:Cheliferidae
Z Indonezji podano następujące gatunki:
- Aporochelifer insulanus Beier, 1953
- Lissochelifer superbus (With, 1906)
- Lophochernes bifissus (Simon, 1899)
- Lophochernes laciniosus (Tullgren, 1912)
- Mucrochelifer borneoensis (Ellingsen, 1901)
- Papuchelifer exiguus Beier, 1965
- Stygiochelifer cavernae (Tullgren, 1912)

#### Rodzina:Chernetidae
Z Indonezji podano następujące gatunki:

- Allochernes liwa Harvey, 1988
- Chiridiochernes platypalpus Muchmore, 1972
- Haplochernes aterrimus Beier, 1948
- Haplochernes dahli Beier, 1932
- Haplochernes kraepelini (Tullgren, 1905)
- Haplochernes warburgi (Tullgren, 1905)
- Hebridochernes papuanus Beier, 1965
- Megachernes crinitus Beier, 1948
- Megachernes grandis (Beier, 1930)
- Megachernes limatus Hoff et Parrack, 1958
- Megachernes papuanus Beier, 1948
- Nesidiochernes plurisetosus Beier, 1965
- Ochrochernes galatheae (With, 1906)
- Ochrochernes tenggerianus (Ellingsen, 1910)
- Reischekia papuana Beier, 1965
- Smeringochernes aequatorialis (Daday, 1897)
- Smeringochernes novaeguineae Beier, 1965
- Sundochernes modiglianii (Ellingsen, 1911)
- Sundowithius sumatranus (Thorell, 1889)
- Verrucachernes oca Chamberlin, 1947
- Verrucachernes sublaevis Beier, 1965

#### Rodzina:Withiidae
Z Indonezji podano następujące gatunki:
- Metawithius murrayi (Pocock, 1900)
- Metawithius spiniventer Redikorzev, 1938
- Metawithius yurii (Redikorzev, 1938)

### Nadrodzina:Garypoidea

#### Rodzina:Garypidae
Z Indonezji podano następujący gatunek:
- Garypus maldivensis Pocock, 1904

#### Rodzina:Garypinidae
Z Indonezji podano następujące gatunki:
- Amblyolpium bellum Chamberlin, 1930
- Amblyolpium birmanicum (With, 1906)
- Garypinus nobilis With, 1906

#### Rodzina:Geogarypidae
Z Indonezji podano następujące gatunki:
- Geogarypus irrugatus (Simon, 1899)
- Geogarypus longidigitatus (Rainbow, 1897)
- Geogarypus sagittatus Beier, 1965

#### Rodzina:Olpiidae
Z Indonezji podano następujące gatunki:
- Beierolpium cyclopium (Beier, 1965)
- Beierolpium novaguineense (Beier, 1935)
- Beierolpium oceanicum (With, 1907)
- Euryolpium amboinense (Chamberlin, 1930)
- Euryolpium salomonis (Beier, 1935)
- Indolpium decolor Beier, 1953
- Olpium jacobsoni Tullgren, 1908

### Nadrodzina:Neobisioidea

#### Rodzina:Hyidae
Z Indonezji podano następujący gatunek:
- Hya minuta (Tullgren, 1905)

#### Rodzina:Parahyidae
Z Indonezji podano następujący gatunek:
- Parahya submersa (Bristowe, 1931)

#### Rodzina:Syarinidae
Z Indonezji podano następujący gatunek:
- Ideoblothrus bipectinatus (Daday, 1897)